# Klein + Hummel

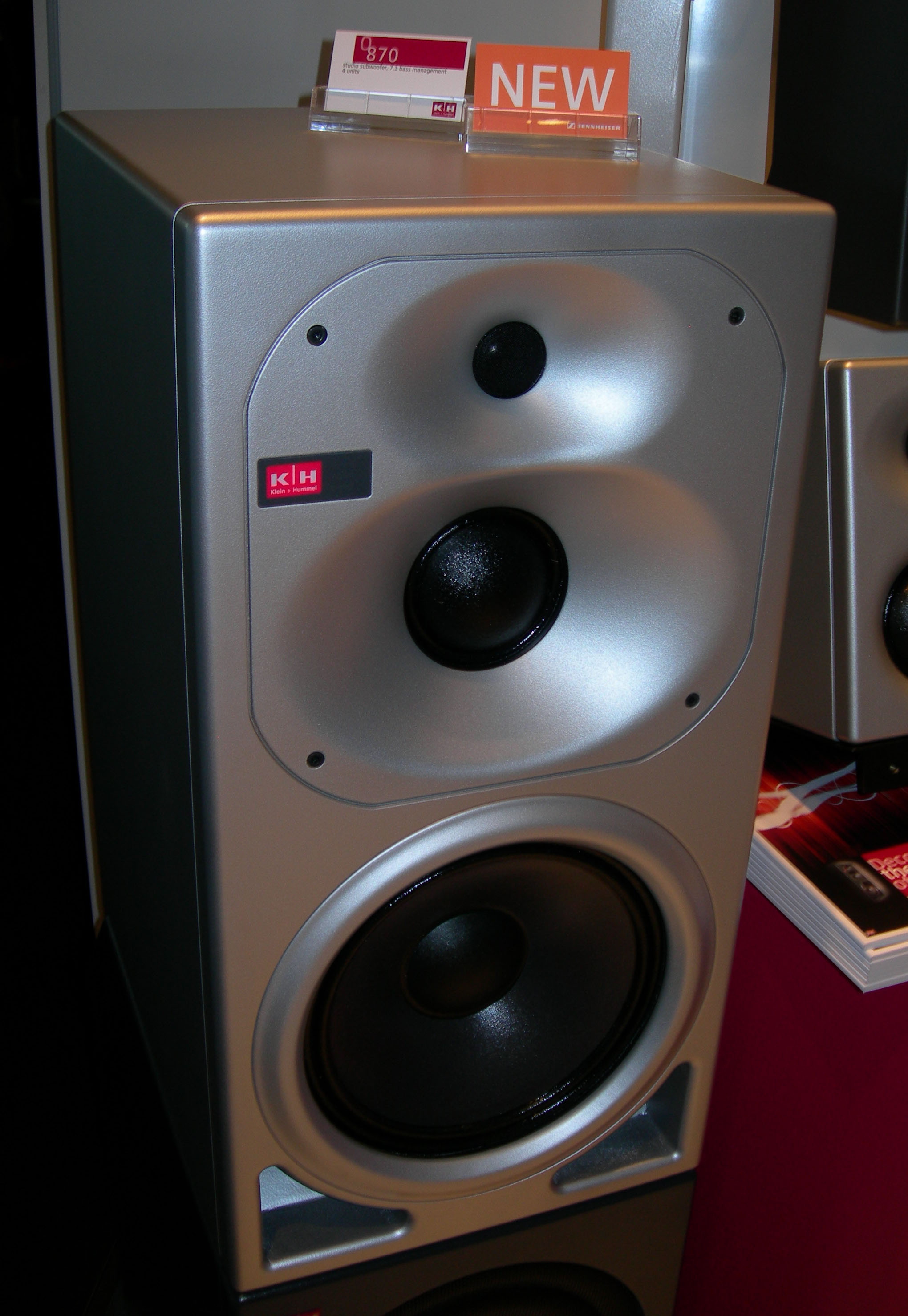
Aktywny monitor studyjny O 410 na targach IBC 2008 w Amsterdamie

Klein + Hummel – byłe niemieckie przedsiębiorstwo produkujące sprzęt nagłaśniający. Założone zostało krótko po II wojnie światowej przez Waltera Hummela, Horsta Kleina i Heinricha Brumma w Wedemark w Niemczech.

## Historia
Walter Hummel wraz z Horstem Kleinem i Heinrichem Brummanem pracowali przed II wojną światową i podczas niej w fabryce WEGA w Stuttgarcie jako rysownicy i mechanicy. Po II wojnie światowej postanowili rozkręcić własny interes. Pierwszymi produktami ich nowej firmy były urządzenia pomiarowe dla radia i telewizji. Następnie wprowadzili do produkcji wzmacniacze foniczne. Około 1955 roku rozpoczęli produkcję systemów hi-fi, które do dziś są wysoko cenione przez użytkowników i stanowią łakomy kąsek dla kolekcjonerów. Na początku lat 60. rozpoczęto produkcję sprzętu do studiów nagraniowych, który od 1979 roku stanowi trzon oferty firmy. 1 marca 2005 roku firma Klein + Hummel została sprzedana firmie Sennheiser.

## Produkty
- monitory studyjne – jeden z głównych produktów począwszy od początku lat 70.
- urządzenia pomiarowe
- wzmacniacze
- systemy hi-fi
- procesory dźwięku